# Přečerpávací stanice Bruska
Přečerpávací stanice Bruska je vodárenský objekt čp. 467, v ulici Svatovítská 1a, Pod Hradbami 2, Praha 6 - Střešovice. Byl navržen v roce 1919 a jeho autory byli pravděpodobně Jaroslav Žofka, Luděk Řehák a Josef Němec. Pro Hlavní město Prahu jej v letech 1920–1930 zbudovala stavební firma Ing. B. Hollmanna.

## Popis
Zasedáním Národního shromáždění československého roku 1919 byly v rámci provádění nouzových prací v Praze uvolněny finanční prostředky na stavbu již před 1. světovou válkou plánované přečerpávací stanice Bruska a dvou vodojemů na Andělce. Stavby měly za úkol „zásobovat vodou Hradčany a Letnou, jakož i výše položené části města a jejich zřízení se jevilo neodkladným, poněvadž tyto části města byly obsazeny četným vojskem a trpěly krajním nedostatkem vody“. Základní stavební práce byly dokončeny v roce 1924, technologie čerpací stanice, prováděná firmou Daněk a českými elektrotechnickými závody Františka Křižíka a. s. Praha Karlín pak v roce 1930.
Budova přečerpávací stanice je obdélného půdorysu, výškově dvoupodlažní, podsklepená, zastřešená segmentovou střechou. Strojovna (19,70 x 25,85 m) na výšku dvou podlaží je zastropena obloukovou železobetonovou konstrukcí (patky ve výši 6,8 m, vzepětí oblouku 4,8 m). Obloukové nosníky jsou spojeny trámy a po obvodě armovanými deskami, ve kterých jsou ocelová okna. Oblouková konstrukce po obvodu spočívá na železobetonových pilířích, mezi nimiž jsou také okna. Meziokenní pilířky jsou na železobetonovém vodorovném rámu, tvořícím vně římsu, v interiéru pak podklad pro dráhu pojezdového jeřábu. Rám je uložen na nosné obvodové cihelné zdi. V přízemí přiléhala na jižní straně ke strojovně strážnice, byt vodáka a byt strojníka. Budova je od počátku centrálně vytápěna a odkanalizována, elektrické vedení je zavěšeno ve žlabech pod stropem suterénu.
Západně od budovy jsou dva vyrovnávací vodojemy. První vstupní budova, Bruska 1, je ze stejného období jako budova přečerpávací stanice, vzdálenější vstupní budova k technologii úpravy ve vodojemu, Bruska 2, je mladší. Půdorys vodojemů je 47 x 32,9 m, výška vody 4 m (objem vodojemů je 5 881,25 a 5 894,9 m³). Dno vodojemu tvoří 30 cm dusaného betonu na němž je železobetonová vrstva tloušťky 15 cm s křížovou armaturou. Svislé obvodové stěny o výšce 4,9 m jsou vytvořeny z řady železobetonových kleneb obrácených vypouklou stranou dovnitř vodojemu. Na tomto železobetonovém rámu je uložen strop Hennebique tloušťky 80 cm, mírně vyspádovaný, aby byly odvedeny vody proniklé násypem. Každý vodojem je osvětlen čtyřmi světlíky spojenými ventilačními průduchy. Zajímavě řešené je rovněž oplocení a vstupní brány.
Jedna z nejstarších čerpacích stanic na území Prahy je s dochovaným původním technologickým zařízením a kontinuitou funkce a využití od svého vzniku do dneška ojedinělou stavbou svého druhu. Proto byla v roce 2007 navržena za kulturní památku. Tou byla vyhlášena 28. dubna 2011